# Hrabstwo DuPage

Piramida wieku hrabstwa

Stan Illinois na mapie USA

Hrabstwo DuPage – hrabstwo w USA, w stanie Illinois, będące częścią aglomeracji Chicago. Z populacją ok. 921 tys. mieszkańców, jest drugim pod względem zaludnienia hrabstwem w Illinois, po hrabstwie Cook. Jedna piąta (20,2%) jego mieszkańców urodzona została poza granicami USA.
Siedzibą hrabstwa jest Wheaton. Hrabstwo DuPage swoim zasięgiem obejmuje takie miejscowości, jak: Naperville (większą część), Downers Grove, Lombard, Elmhurst, Carol Stream, Addison, Glendale Heights, Woodridge i część miast Aurora i Bolingbrook.
Hrabstwo ma mieszany profil społeczno-ekonomiczny, a mieszkańcy Hinsdale, Naperville i Oak Brook należą do najbogatszych ludzi na Środkowym Zachodzie. Ogólnie rzecz biorąc, hrabstwo cieszy się ponadprzeciętnym poziomem dochodów gospodarstw domowych i niskim ogólnym poziomem ubóstwa, w porównaniu ze średnią krajową. 
10% mieszkańców stanowi Polonia (w 2010 roku było to 12,2%).

## Geografia
Według spisu hrabstwo zajmuje powierzchnię 872 km², z czego 1864 km² stanowią lądy, a 8 km² (0,88%) stanowią wody. Przez hrabstwo przepływa rzeka DuPage i Salt Creek.

## Sąsiednie hrabstwa
- Hrabstwo Cook – północ, wschód i południe
- Hrabstwo Will – południe
- Hrabstwo Kendall – południowy zachód
- Hrabstwo Kane – zachód

## Historia
Hrabstwo DuPage zostało utworzone w 1839 z hrabstwa Cook. Jego nazwa pochodzi od nazwy przepływającej przez tereny rzeki DuPage, której nazwa pochodzi od nazwiska francuskiego trapera DuPage.

## Gospodarka
Hrabstwo DuPage przez długi okres było uznawane za jedno z najbogatszych hrabstw. Z gospodarki typowo rolniczej przekształciło się w rejon o zróżnicowanych gałęziach handlu. Obecnie DuPage posiada najwyższy wskaźnik dochodu na jednego mieszkańca, tuż przed Hrabstwem Lake oraz 24 w całych Stanach Zjednoczonych.
W Hrabstwie DuPage ma swoje siedziby kilka większych światowych i krajowych korporacji i firm. Do najważniejszych należą:
- Ace Hardware (Oak Brook)
- BP (Warrenville)
- Calamos Investments (Naperville)
- Laidlaw (Naperville)
- McDonald's Corporation (Oak Brook)
- Molex (Lisle)
- Navistar International Corporation (Warrenville)
- Nicor (Naperville)
- OfficeMax (Itasca)
- Powershares Exchange Traded Funds (Wheaton)
- ServiceMaster (Downers Grove)
- Tellabs (Naperville)
- Ty Warner (Beanie Babies) (Westmont)

## Architektura

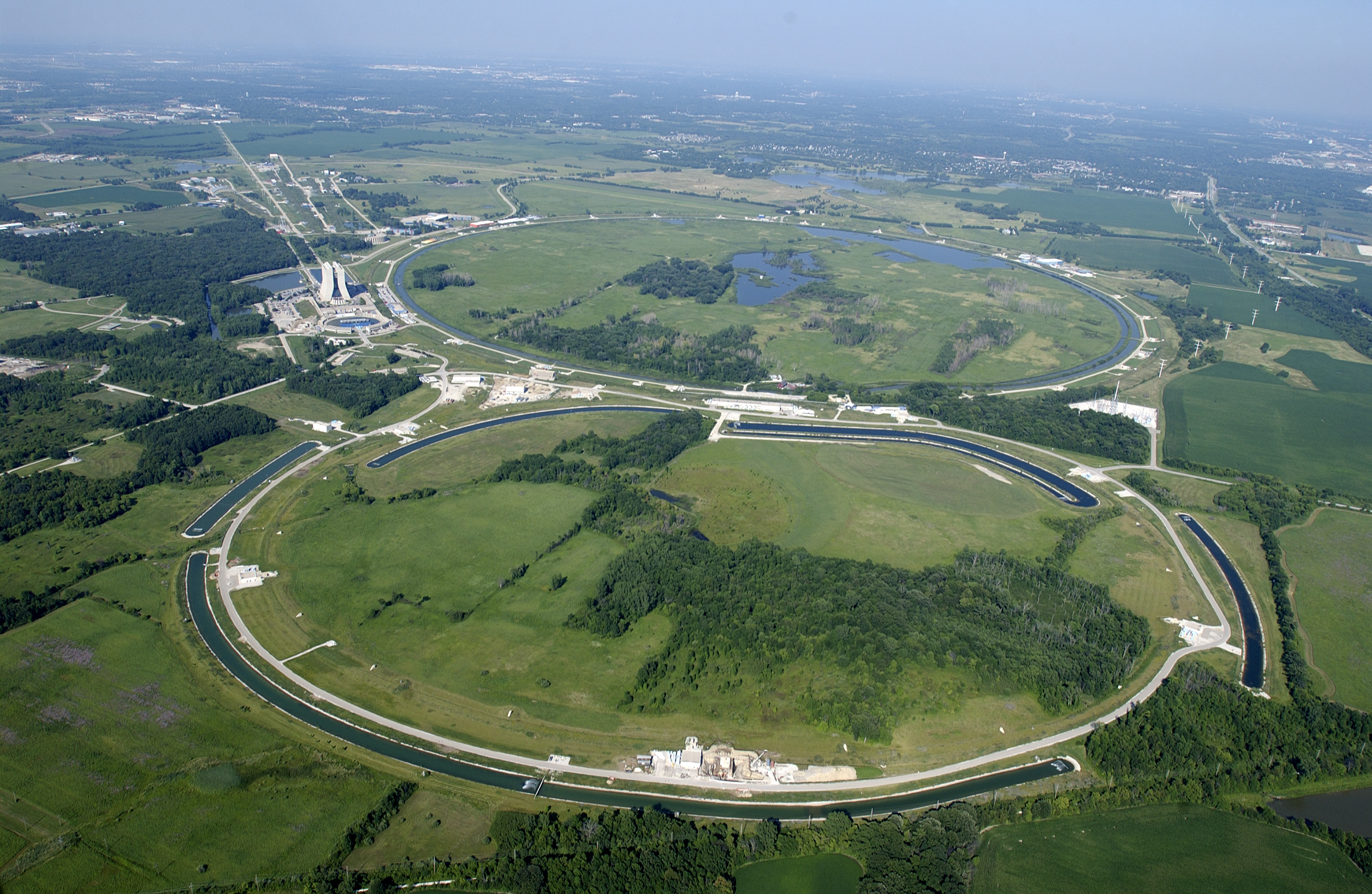
Widok z góry na akcelerator cząstek w Fermilab

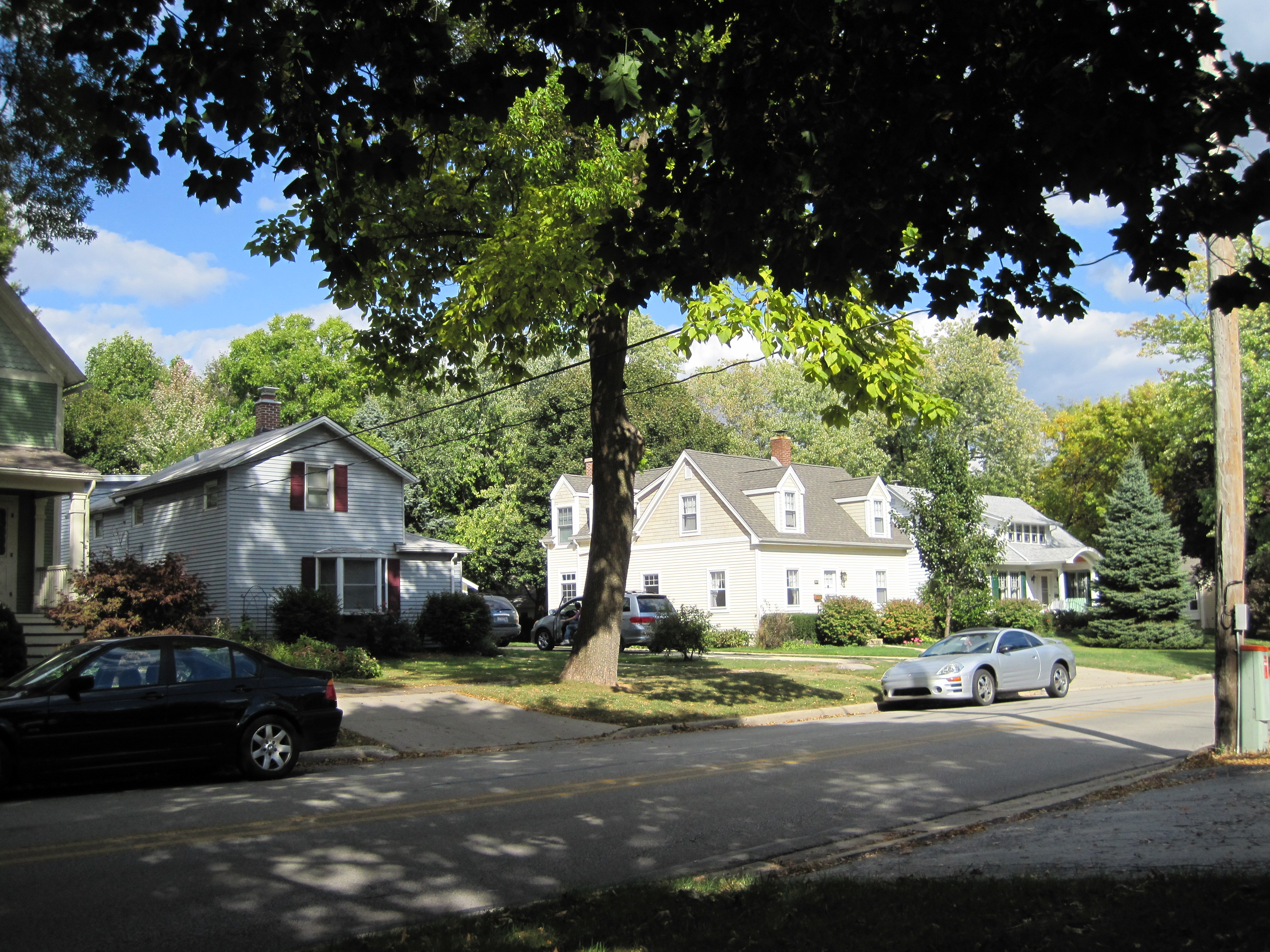
Zabytkowe budynki w Naperville

W hrabstwie znajduje się 31 piętrowy wieżowiec Oakbrook Terrace Tower, zaprojektowany przez Helmuta Jahn, który jest najwyższym budynkiem w stanie Illinois poza Chicago . Można tu zobaczyć Muzeum Sztuki Elmhurst znajdujące się w budynku zaprojektowanym przez Ludwiga Mies van der Rohe. Znajduje się tu również budynek innego projektanta Franka Lloyd Wrighta oraz wiele domów o postmodernistycznej architekturze.

## Demografia
Według danych pięcioletnich z 2022 roku, 64,5% mieszkańców hrabstwa identyfikowało się jako biali niebędący Latynosami, 14,8% było Latynosami, 12,6% to Azjaci, 7,6% było rasy mieszanej, 4,9% czarni lub Afroamerykanie, 0,3% rdzenni Amerykanie i 0,04% pochodziło z wysp Pacyfiku.
Do największych grup należą osoby pochodzenia niemieckiego (16,9%), irlandzkiego (13,7%), meksykańskiego (11,1%),  włoskiego (10,2%), polskiego (10,1%), angielskiego (6,2%), hinduskiego (6,1%) i afroamerykańskiego. Do innych większych grup należą osoby pochodzenia europejskiego (nieokreślonego) (25,1 tys.), „amerykańskiego” (23,6 tys.), szwedzkiego (20,9 tys.), francuskiego (17,7 tys.), szkockiego lub szkocko–irlandzkiego (16,3 tys.), filipińskiego (16 tys.), czeskiego (15,4 tys.), chińskiego (15,3 tys.), norweskiego (12,8 tys.), holenderskiego (11,9 tys.), greckiego (11,4 tys.), pakistańskiego (11 tys.) i portorykańskiego (10,6 tys.).
Średni dochód gospodarstwa domowego (dane z 2023) w hrabstwie wynosi 110 502 dolarów, zaś dochód na mieszkańca 57 051 dolarów. 6,8% mieszkańców żyje poniżej relatywnej granicy ubóstwa. W latach 2010–2020 populacja wzrosła o zaledwie 1,74%. 

## Parki

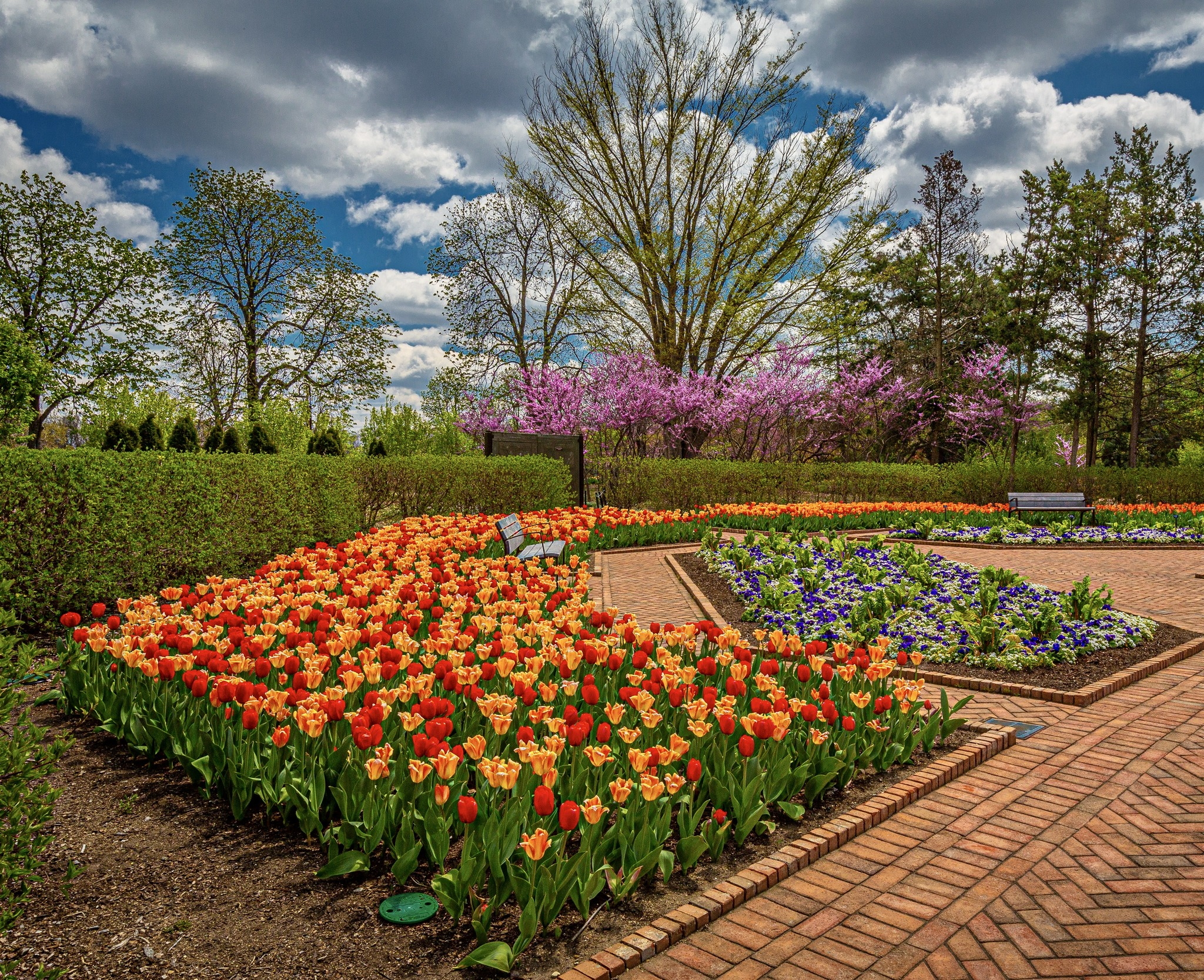
Cantigny Park

Okręg leśny hrabstwa DuPage zarządza powierzchnią prawie 25 tys. akrów (100 km²) ziemi. W jego skład wchodzą: 60 rezerwatów leśnych, 166 mil szlaków i sześć centrów edukacyjnych. Co roku odwiedzany jest przez 6 mln osób. Do popularnych miejsc turystycznych należą: Blackwell Forest Preserve (miejsce rybackie), Morton Arboretum (ogród botaniczny z licznymi szlakami),  Herrick Lake (znane z kajakarstwa) i Illinois Prairie Path (szlak rowerowy przecinający kilka miast). Waterfall Glen, St. James Farm, Fullersburg Woods i McDowell Grove to tylko niektóre z licznych rezerwatów leśnych w hrabstwie, gdzie można piknikować. Cantigny Park oferuje rozległe ogrody, pole golfowe i muzeum historii wojskowości.

## Edukacja
W Hrabstwie DuPage znajduje się kilka college i uniwersytetów:
- Uniwersytet Benedictine;
- Uniwersytet DePaul wraz miasteczkiem uniwersyteckim w Naperville;
- Uniwersytet DeVry wraz z miasteczkiem uniwersyteckim w Addison;
- Uniwersytet Midwestern w Downers Grove;
- National-Louis University wraz z miasteczkiem uniwersyteckim w Lisle, współpracujący z Wyższą Szkołą Biznesu – National-Louis University w Nowym Sączu;
- Instytut Technologii wraz z miasteczkiem uniwersyteckim w Wheaton;
- Narodowy Uniwersytet Medyczny;
- College Elmhurst w Elmhurst;
- College DuPage w Glen Ellyn;
- College North Central w Naperville;
- Seminarium Teologiczne Baptystów w Lombard;
- Wheaton College w Wheaton.

W hrabstwie swoje siedziby ma również kilka średnich szkół prywatnych
i akademii m.in. Akademia Bene, Akademia Wheaton, Wyższa Szkoła Św. Franciszka w Wheaton, Wyższa Szkoła Katolicka Driscoll, Akademia Marmion i Fundacja Szkoły Islamskiej.

## Muzea
W Hrabstwie DuPage znajdują się muzea:
- Muzeum DuPage oraz Muzeum dziecięcym w Naperville;
- Centrum Billy'ego Grahama;
- Park Cantigny w Wheaton i Muzeum Wojny na terenie byłego wydawcy Chicago Tribune Roberta R. McCormicka;
- Muzeum Historyczne Hrabstwa DuPage;
- Muzeum Elmhurst's Lizzadro.

## Religia

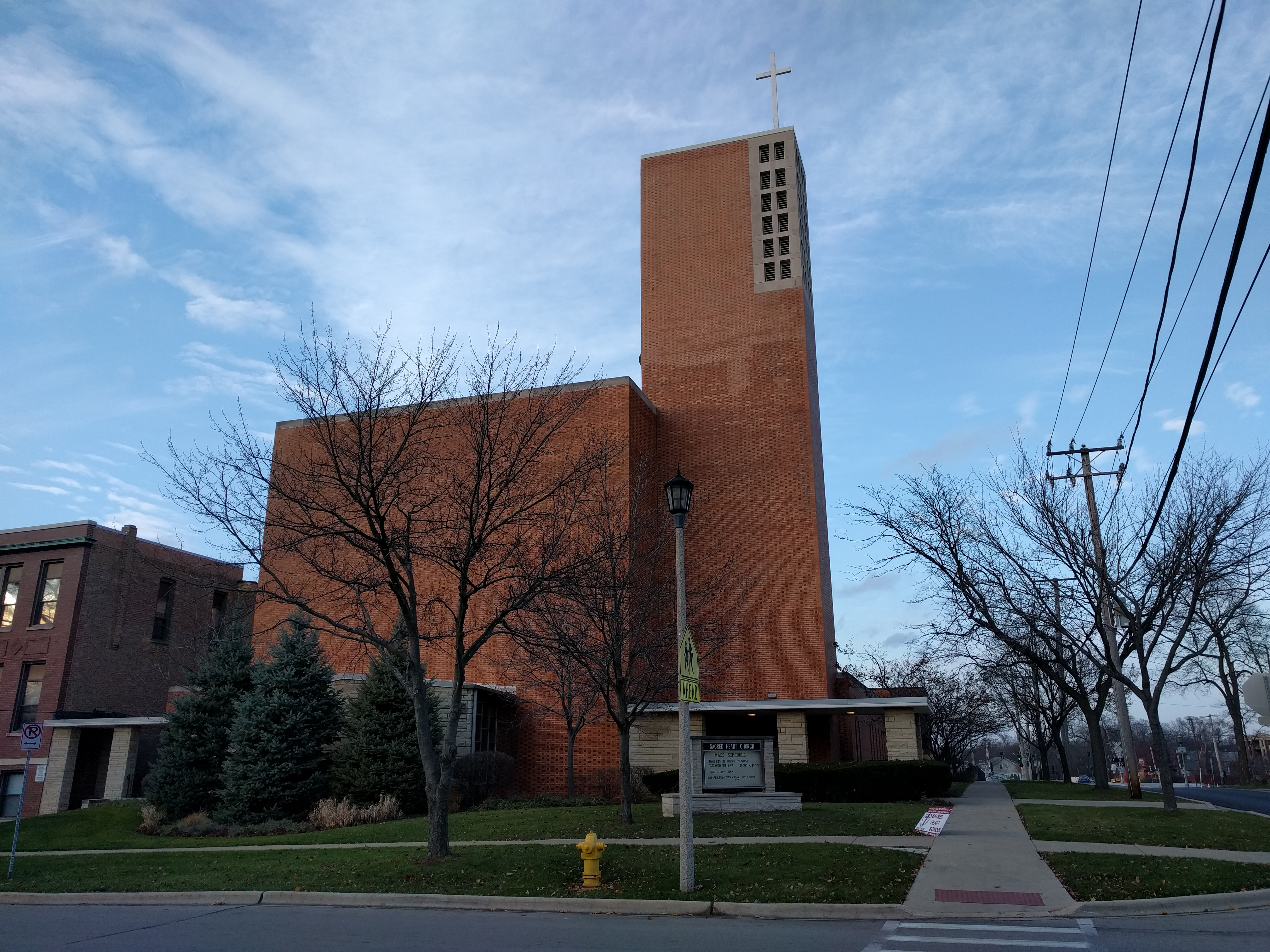
Katolicki Kościół Najświętszego Serca w Lombard

Hrabstwo historycznie jest silnie chrześcijańskie, z wyznaniowymi szkołami wyższymi (w tym Wheaton College) i licznymi wydawnictwami (jak Christianity Today), oraz z dużym odsetkiem populacji katolickiej (36,2% w 2020). Największe członkostwo wśród chrześcijan deklarują: Kościół katolicki (337,8 tys.), bezdenominacyjne zbory ewangelikalne (46 tys.), Kościoły luterańskie (36,8 tys.), kalwinistyczne (ok. 20 tys.), metodystyczne (17 tys.), oraz prawosławne i inne wschodnie (11,4 tys.).
Hrabstwo posiada drugi (po hrabstwie Wayne) co do wielkości odsetek (7,6%) wyznawców islamu na Środkowym Zachodzie i jeden z dziesięciu najwyższych w Stanach Zjednoczonych. W latach 2010–2020 populacja muzułmańska w hrabstwie, więcej jak podwoiła się i liczy 76 tys. osób. Ponadto istnieje duża społeczność hinduistyczna (11,4 tys.).

## Okręgi
W Hrabstwie DuPage jest dziewięć okręgów:
- Okręg Addison
- Okręg Bloomingdale
- Okręg Downers Grove
- Okręg Lisle
- Okręg Milton
- Okręg Naperville
- Okręg Wayne
- Okręg Winfield
- Okręg York

## Polityka
Od 2008 roku hrabstwo jest przeważająco demokratyczne. W wyborach prezydenckich w 2024 roku Kamala Harris otrzymała 55,9% głosów, w stosunku do 42,5% oddanych na Donalda Trumpa. 